# Conclusions de la Comissió d'Estudi del Procés Constituent del Parlament de Catalunya
Les Conclusions de la Comissió d'Estudi del Procés Constituent del Parlament de Catalunya és un text aprovat pel ple del Parlament de Catalunya el 27 de juliol de 2016. Van ésser aprovades per 72 vots a favor i 11 en contra.

## Text de les conclusions
El text aprovat pel Parlament de Catalunya diu el següent:
| « | 1. Actualment, no hi ha cap marge d'acció per al reconeixement del dret de decidir del poble català dins el marc jurídic constitucional i legal espanyol. L'única manera possible d'exercir aquest dret és per la via de la desconnexió i l'activació d'un procés constituent propi. 2. El poble de Catalunya té la legitimitat per a començar un procés constituent propi, democràtic, de base ciutadana, transversal, participatiu i vinculant, amb el reconeixement, el suport i l'aval de les institucions catalanes. 3. Les experiències comparades d'altres països avalen el camí emprès per Catalunya per a anar construint un model singular de procés constituent, ateses les circumstàncies socials, culturals, polítiques i econòmiques que ens són pròpies. 4. Cal vetllar perquè el marc metodològic del procés constituent sigui consensuat, públic, transparent i compartit amb tota la societat i amb les institucions que l'avalen. El procés constituent ha de tenir la capacitat d'encabir totes les sensibilitats ideològiques i socials des del primer moment, també a l'hora de fixar-ne els indicadors, el calendari i totes les altres qüestions que afectin el mètode emprat per a fer avançar el procés. 5. El procés constituent ha de constar de tres fases: una primera fase de procés participatiu, una segona fase de desconnexió amb l'Estat espanyol i convocatòria d'eleccions constituents per a formar una assemblea constituent, que haurà de redactar un projecte de constitució, i una tercera fase per a la ratificació popular de la constitució per mitjà de referèndum. 6. El procés participatiu previ ha de tenir com a òrgan principal un Fòrum Social Constituent format per representants de la societat civil organitzada i dels partits polítics. El Fòrum Social Constituent ha de debatre i formular un conjunt de preguntes sobre continguts concrets de la futura constitució, que hauran d'ésser resoltes per la ciutadania mitjançant un procés de participació ciutadana. El resultat d'aquesta participació ciutadana constituirà un mandat vinculant per als integrants de l'assemblea constituent, que els hauran d'incorporar al text del projecte de constitució. 7. Després de la fase de participació ciutadana, es completarà la desconnexió amb la legalitat de l'Estat espanyol per mitjà de l'aprovació de les lleis de desconnexió per part del Parlament de Catalunya i d'un mecanisme unilateral d'exercici democràtic que servirà per activar la convocatòria de l'Assemblea Constituent. Les lleis de desconnexió no són susceptibles de control, suspensió o impugnació per part de cap altre poder, jutjat o tribunal. 8. El Parlament de Catalunya empara el procés constituent que s'ha de dur a terme a Catalunya. A aquest efecte, el Parlament insta el Govern a posar a disposició de la ciutadania els recursos que calguin per a aconseguir un debat constituent de base social, transversal, plural, democràtic i obert. Amb aquest objectiu, el Parlament de Catalunya haurà de crear una comissió de seguiment del procés constituent. 9. L'Assemblea Constituent, una vegada convocada, elegida i constituïda, disposarà de plens poders. Les decisions d'aquesta assemblea seran de compliment obligatori per a la resta de poders públics i per a totes les persones físiques i jurídiques. Cap de les decisions de l'assemblea no serà tampoc susceptible de control, suspensió o impugnació per cap altre poder, jutjat o tribunal. L'Assemblea Constituent haurà d'establir mecanismes per a garantir la participació directa, activa i democràtica de les persones i de la societat civil organitzada en el procés de discussió i elaboració de propostes per al projecte de constitució. 10. Una vegada l'Assemblea Constituent haurà aprovat el projecte de constitució, s'haurà de convocar un referèndum constitucional perquè el poble de Catalunya aprovi o rebutgi d'una manera pacífica i democràtica el text de la nova Constitució. 11. El procés constituent ha d'incorporar des de l'inici la perspectiva de gènere, d'una manera transversal i amb una estratègia dual, amb l'objectiu de trencar les inèrcies històriques de la nostra societat i fer un procés constituent que ho sigui també per a totes les persones. | » |